# Octavio Bartolucci
Pour les articles homonymes, voir Bartolucci.
Pas d'image ? Cliquez ici

a Compétitions nationales et continentales officielles uniquement.

b Matchs officiels uniquement.
Dernière mise à jour le 15 septembre 2018.
 Octavio Bartolucci, né le 8 mars 1975 à Rosario, est un joueur de rugby argentin, évoluant au poste d'ailier (1,95 m pour 90 kg).

## Palmarès
- 20 sélections en équipe d'Argentine de 1996 à 2003.
- 9 essais
- 45 points
- 1re sélection : Argentine-États-Unis (29-26), le 14.09.96.
- Sélections par année : 3 en 1996, 2 en 1998, 6 en 1999, 5 en 2000, 2 en 2001, 2 en 2003.

- Coupe du monde: 1999 (2 matchs, 2 comme titulaire)